# Грабино (Львовская область)
Грабино (укр. Грабине) — село в Комарновской городской общине Львовского района Львовской области Украины.
Население по переписи 2001 года составляло 51 человек. Население по данным 2025 года составляет 22 человека. Занимает площадь 5,2 км². Почтовый индекс — 81574. Телефонный код — 3231.